# Jan Michał Marszewski
Jan Michał Marszewski (ur. 13 sierpnia 1800, zm. 3 września 1867) – duchowny katolicki, święcenia kapłańskie od 1823. Kanonik honorowy kaliski (1829). Administrator diecezji kujawsko-kaliskiej w latach 1850-1857. Od 18 września 1856 biskup ordynariusz kujawsko-kaliski, konsekrowany na biskupa w 1857. Asystent tronu papieskiego (1862).